# Mirakul (Gibonni)
Mirakul je šesti studijski album hrvatskog pjevača Zlatana Stipišića Gibonnija koji je 2001. godine izdala producentska kuća Dallas Records.
Album je dobio Porina 2002. godine za najbolji album godine.

## Popis pjesama
1. Oprosti
2. Libar
3. Ne odustajem
4. Tajna vještina
5. Mirakul intro
6. Mirakul
7. Za ljubav izgorit
8. Ono nešto
9. Kao časna riječ
10. Svi moji punti kad se zbroje
11. Kad mi nebo bude dom
12. Libar od mojega duga
13. Oprosti[2]